# Мелюшки (заповідне урочище)

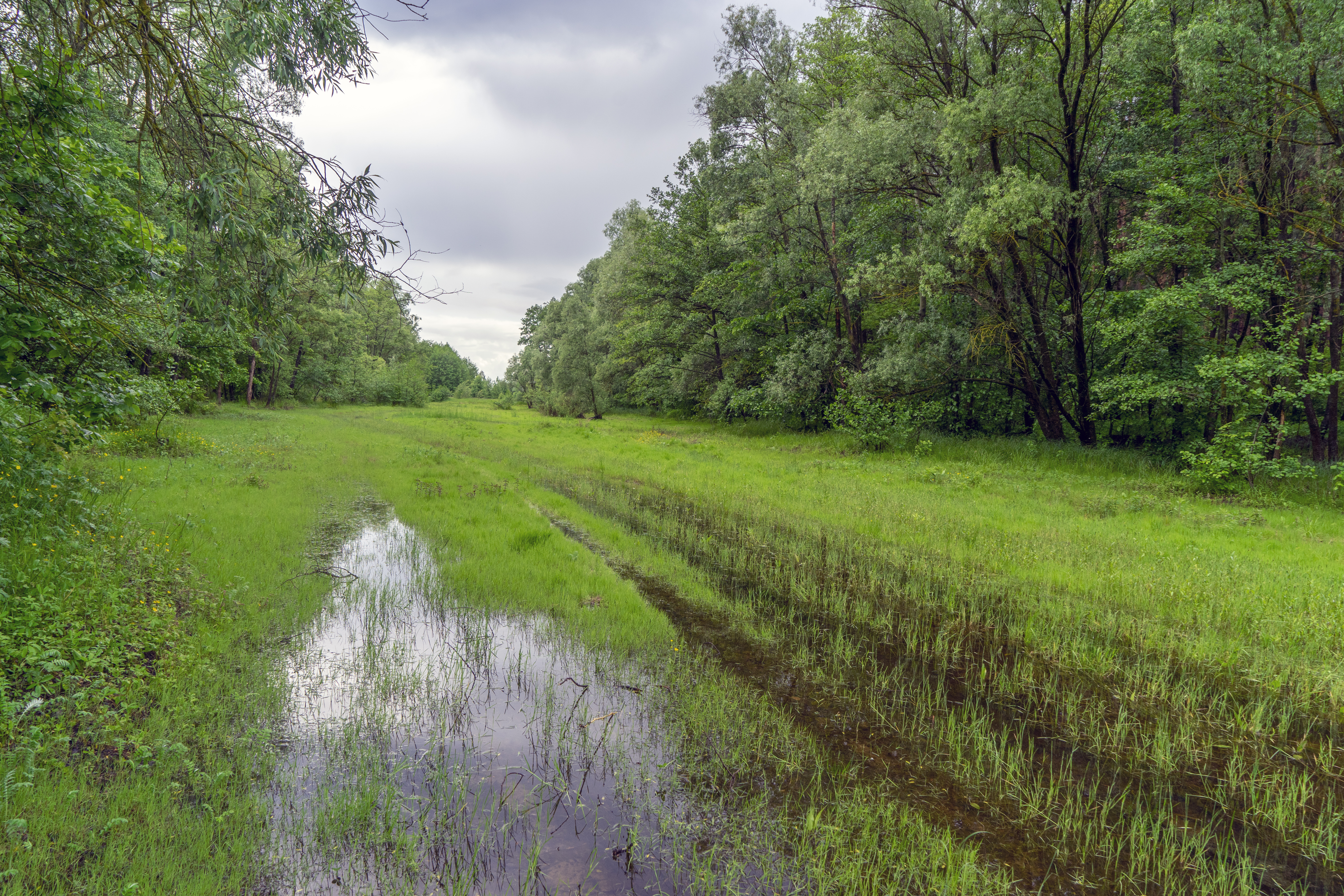

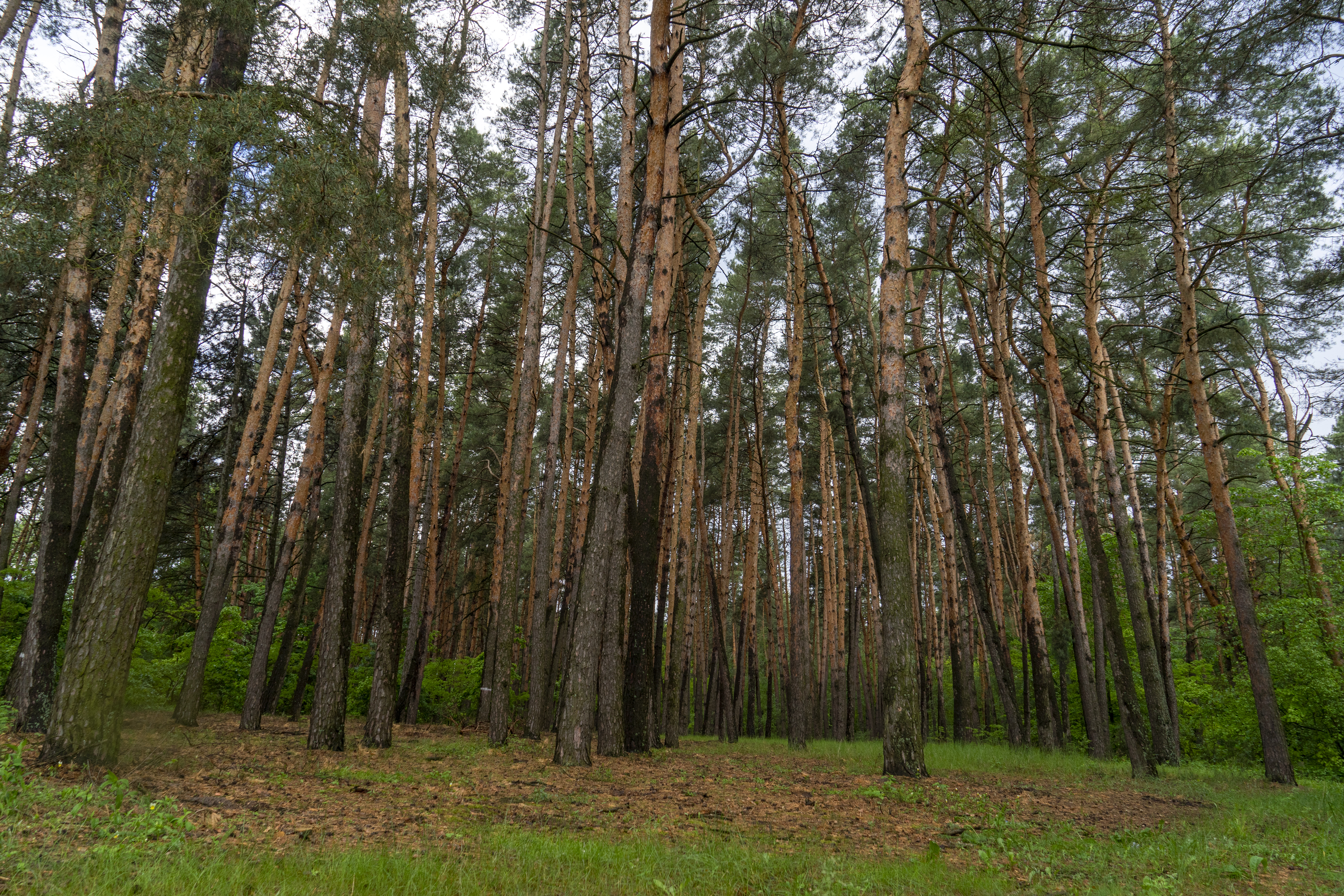

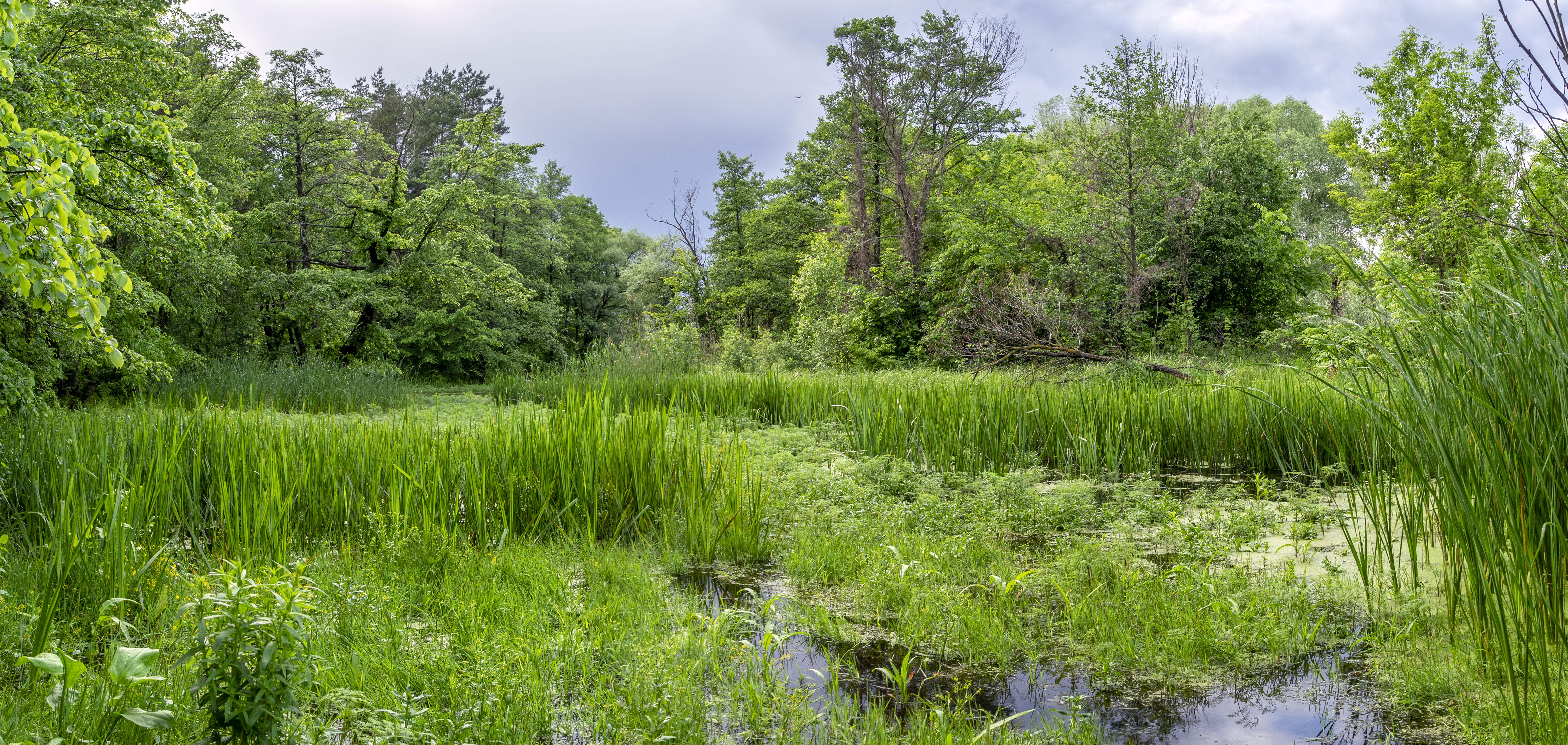

Мелю́шки — заповідне урочище в Україні. Розташоване в межах Лубенського району Полтавської області, на захід від села Мелюшки. 
Площа 125 га. Статус присвоєно згідно з рішенням облради від 20.12.1993 року. Перебуває у віданні ДП «Лубенський лісгосп» (Хорольське л-во, кв. 25, 26). 
Статус присвоєно для збереження цінної лучно-болотної ділянки та невеликого лісового масиву (на підвищеннях переважно сосна, нижче — верба, тополя). Територія розташоване в долині річки Хорол. Місце гніздування водоплавних та болотних птахів.